# Olesicampe conformis
Olesicampe conformis là một loài tò vò trong họ Ichneumonidae.